# Sergio Pángaro
Sergio Pángaro es un músico, escritor, actor argentino nacido en Comodoro Rivadavia, Chubut, el 21 de marzo de 1965. Su estilo tan particular hizo que se destacara en la cultura musical de La Plata y progresivamente su desempeño como artista "dandy", kitsch, retro-pop hizo que marcara a fuego la escena under porteña.

## Carrera musical
En 1998, en La Plata, formó San Martin Vampire, banda de culto compuesta por Sergio Pángaro en voz, Rudie Martinez en teclados y Fabio Rey en guitarras. Dueños de sonidos únicos con canciones románticas, oscuras, bailables, ubicables en el género techno pop, editaron un único disco llamado Debut y Despedida. Décadas después, en 2021, se reunieron nuevamente y lanzaron el disco Aspic.
El comienzo formal de la banda Sergio Pángaro y Baccarat puede registrarse en 1999 con el lanzamiento de su primer álbum, Baccarat por El Mundo. Pángaro como frontman carismático, anfitrión y elegante es acompañado por dos coristas, una de ella es la artista plástica Adriana Vazquez. Con el transcurso del tiempo las formaciones han ido cambiando. En 2022 la banda está compuesta por Sergio Pángaro y Adriana Vázquez; Javier Estrin (piano), Bona Carlini (saxo y voces), Ignacio Long (contrabajo), Toni Iribarne (batería), Gonzalo Santos (trombón), Matías Tanco (guitarra, voces, metalofón, campanas), y Cocó Muro en coros.
Su amplio conocimiento y versatilidad musical lo hace recorrer distintos géneros que van desde el bolero y la bossa nova (que llevó adelante junto a Javier Estrin e Ignacio Long), jazz (con su proyecto "Cisne Negro" junto al pianista Mariano Gianni), rock, pop y hasta canzonetta napolitana (con su proyecto "Las mil copas").

### Discografía
Con San Martin Vampire:
- Debut y despedida (CD). Fenix Discos. Año 1999
- Aspic (plataformas digitales). Año 2021

Con Sergio Pángaro & Baccarat:
- Baccarat por El Mundo (CD). Columbia. Año 1999
- Baccarat en La Ideal (CD). Popart, Pelo Music. Año 2001
- Baccarat en castellano...! (CD). Discos Popart. Año 2003
- Autoayuda (CD, Album, S/Edition). Soy Rock. Año 2005
- Unos minutos con Baccarat (EP). Año 2011

Compilados:
- Sesiones Malditas (CD). Versiones en vivo del programa de radio "Sesiones Malditas", Rock & Pop. Año 1998
- Grandes Éxitos Del Mañana (CD). Sony Music, Alfiz Producciones Discográficas. Año 2011

## Participación en cine[2]
- Cruzaron el disco (2004)
- El artista (2008). Protagonista. Directores: Mariano Cohn y Gastón Duprat. Largometraje.[3]
- Historias breves (2009) - El cantante (corto "Un juego absurdo")
- Moacir II, III, Moacir y yo (2012, 2016, 2021 respectivamente). Director: Tomás Lipgot. Documentales.
- Querida, voy a comprar cigarrillos y vuelvo (2011). Director: Mariano Cohn y Gastón Duprat. Largometraje
- Vaquero (2011). Director: Juan Minujín.
- Juan y Eva (2011). Directora: Paula de Luque. Locutor.
- Cómo funcionan casi todas las cosas (2015). Director: Fernando Salem.
- Armonías del caos (2016)
- Penélope (2018)
- Gran orquesta (2019)

## Literatura
Como escritor, en 2007 publicó su libro de poemas narrativos Señores chinos en la Editorial Vestales.